# Final Fight Revenge
Final Fight Revenge est un jeu vidéo de  combat développé et édité par Capcom en juillet 1999 sur système d'arcade ST-V,.

## Personnages
Les personnages jouables sont: Cody, Guy, Haggar, Hugo, Poison, El Gado, Rolento, Sodom, Edi.E, Thrasher, Abigail, Zombie Belger.

## Portages
- Saturn : 2000